# Jan Hallberg

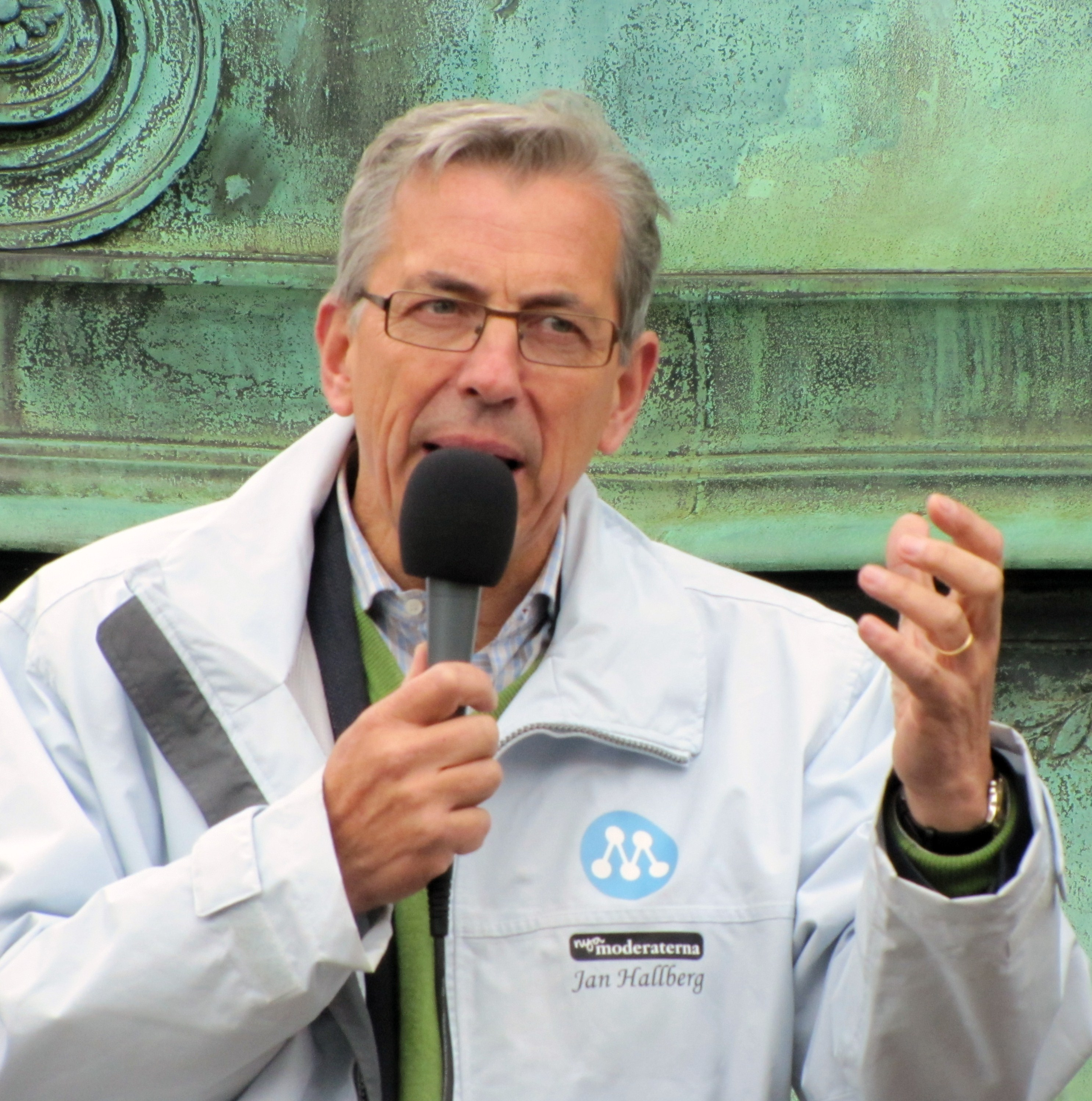
Jan Hallberg under valrörelsen 2010.

Bengt Jan Olof Hallberg, född 16 oktober 1945 i Varvs församling i Skaraborgs län, är en svensk moderat kommunpolitiker i Göteborg.
Jan Hallberg var ledamot av kommunfullmäktige samt har varit vice ordförande i kommunstyrelsen och under många år oppositionens ledande kommunalråd i Göteborgs kommun. Han meddelade i oktober 2010 att han ämnade lämna sin plats i kommunstyrelsen och fullmäktige vid årsskiftet 2010/2011.